# سوگ بوم‌شناختی

تقریباً از هر ده پاسخ‌دهنده شش نفر گزارش کردند که تأثیر شدید تغییرات آب و هوایی در محل زندگی آنها رخ داده است، به طوری که ۳۸ درصد انتظار دارند در ۲۵ سال آینده به دلیل تغییرات آب و هوایی از خانه‌های خود آواره شوند.

سوگ بوم‌شناختی، سوگ زیست‌محیطی یا غم زیست‌محیطی (به انگلیسی: Ecological grief)، که همچنین به عنوان غم آب‌وهوایی شناخته می‌شود، به احساس از دست دادن اشاره دارد که از تجربه یا یادگیری دربارهٔ تخریب محیط زیست یا تغییرات آب و هوایی ناشی می‌شود. سوگ زیست‌محیطی را می‌توان به عنوان «واکنش سوگ و اندوه ناشی از از بین رفتن زیست‌محیطی اکوسیستم‌ها توسط رویدادهای طبیعی و مصنوعی» تعریف کرد. تعریف دیگر «سوگ و اندوهی است که در رابطه با تلفات زیست‌محیطی تجربه‌شده یا پیش‌بینی‌شده، از جمله از دست دادن گونه‌ها، اکوسیستم‌ها و چشم‌اندازهای معنادار به دلیل تغییرات حاد یا مزمن محیطی احساس می‌شود». به عنوان مثال، دانشمندانی که شاهد افول دیواره بزرگ مرجانی استرالیا هستند، تجربه‌های اضطراب، ناامیدی و افسردگی را گزارش می‌دهند.

در ایالات متحده، دموکرات‌ها (آبی) و جمهوری‌خواهان (قرمز) در دیدگاه‌ها دربارهٔ جدیت پرداختن به تغییرات آب و هوایی متفاوت هستند، با افزایش شکاف از پایان دهه ۲۰۱۰ عمدتاً از طریق افزایش سهم دموکرات‌ها.